# Latohexapus
Latohexapus is een geslacht van kreeftachtigen uit de klasse van de Malacostraca (hogere kreeftachtigen).

## Soort
- Latohexapus granosus J.-F. Huang, Hsueh & Ng, 2002